# Ouro Branco (kommun i Brasilien, Rio Grande do Norte)
Ouro Branco är en kommun i Brasilien.   Den ligger i delstaten Rio Grande do Norte, i den östra delen av landet, 1 600 km nordost om huvudstaden Brasília. Antalet invånare är 4 699.
Omgivningarna runt Ouro Branco är huvudsakligen savann. Runt Ouro Branco är det glesbefolkat, med 18 invånare per kvadratkilometer.